# 埃希湖

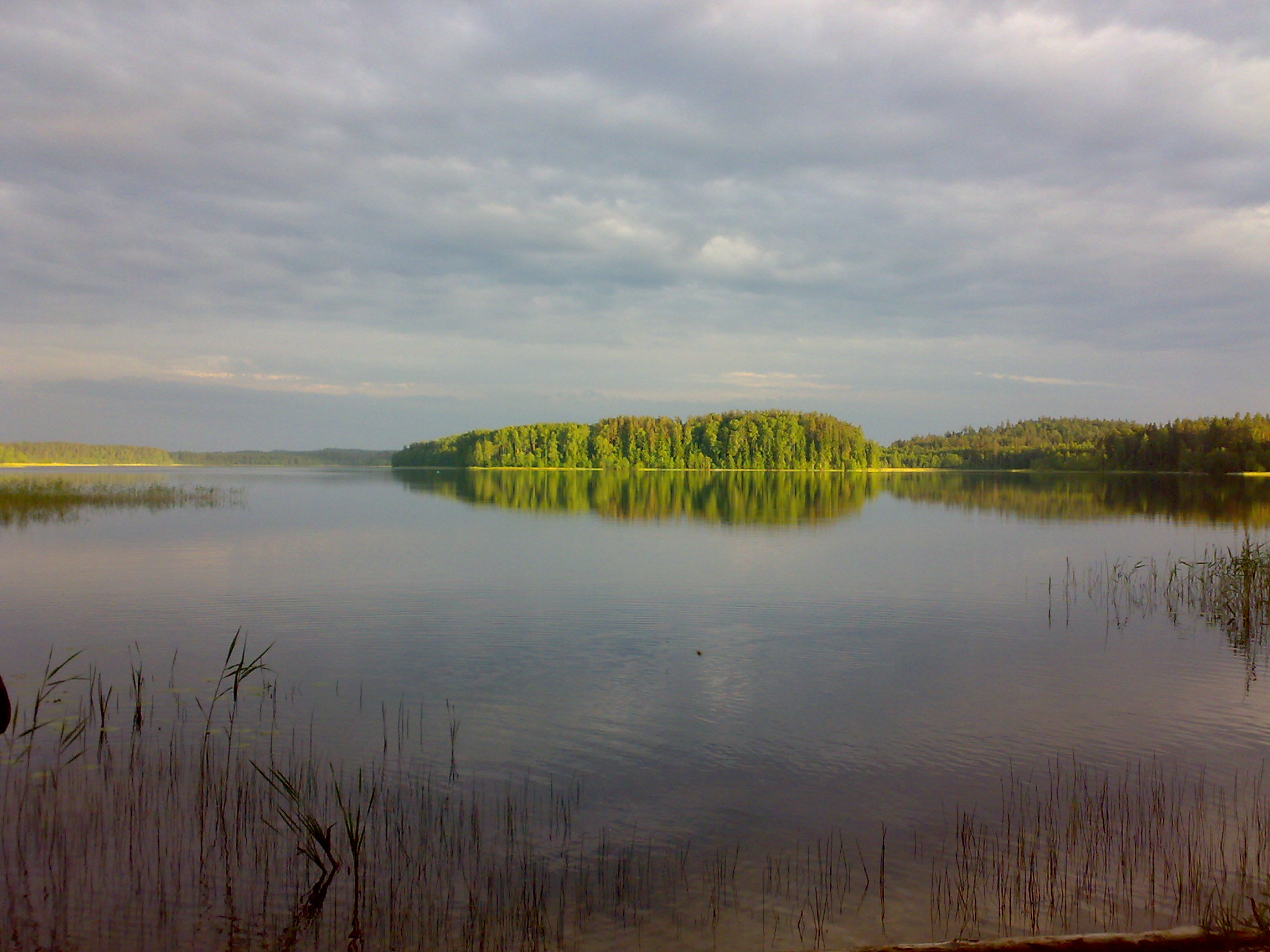

埃希湖是愛沙尼亞的湖泊，位於呂萊梅埃東南7公里，由沃魯縣負責管轄，長2.6公里、寬1公里，面積0.18平方公里，海拔高度77.3米，平均水深3.8米，最大水深5.5米。
57°42′40″N 26°29′49″E / 57.71108°N 26.4970°E